# Exocentrus aculeatus
Exocentrus aculeatus là một loài bọ cánh cứng trong họ Cerambycidae.